# Teri Weigel

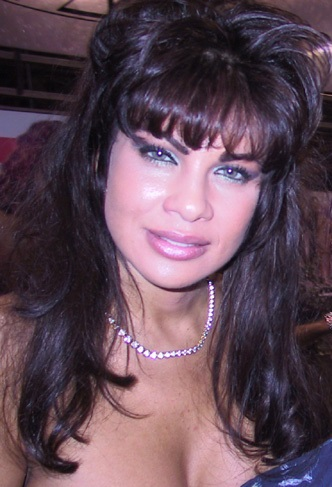
Teri Weigel (2003)

Teresa Susan Weigel (* 24. Februar 1962 in Fort Lauderdale, Florida) ist eine US-amerikanische Schauspielerin, Fotomodell und Pornodarstellerin.

## Leben
Teresa Susan Weigel besuchte die Deerfield Beach High School in Deerfield Beach und arbeitete mit 17 Jahren als Fotomodell. Sie begann ihre Karriere zunächst als Schauspielerin und spielte mehrmals in der Serie  Eine schrecklich nette Familie. In der Folgezeit spielte sie Rollen in einigen B-Movies wie Return of the Killer Tomatoes, The Banker, Masquerade. 1990 hatte sie in Predator 2 mit Danny Glover eine Nebenrolle.
Im April 1986 wurde sie Playmate des Männermagazins Playboy. Im August 1990 wurde Weigel bei einem Autounfall schwer verletzt. 1991 startete sie dann eine Karriere als Pornodarstellerin mit dem Streifen Inferno. 1993 unterzog sie sich einer Brustvergrößerung. 1994 erlitt sie erneut einen schweren Autounfall. Sie war das erste Playmate, das in Hardcore-Filmen mitspielte, und arbeitete auch als legale Prostituierte auf der Moonlite BunnyRanch in Nevada. Sie ist Mitglied der AVN Hall of Fame und der XRCO Hall of Fame. Im Jahr 2007 feierte sie ein Comeback mit dem Hardcore-Film American MILF, der dem MILF-Genre zuzuordnen ist. 2008 war sie der Cover-Star der siebten Folge der Reihe Seasoned Players.

## Filmografie (Auswahl)
- 1986: Miami Vice (Fernsehserie, 1 Folge)
- 1988: Blutiges Feriencamp (Cheerleader Camp)
- 1988: Die Rückkehr der Killertomaten (Return of the Killer Tomatoes!)
- 1988: The Decline of Western Civilization Part II: The Metal Years (Dokumentation)
- 1988: Die Couch (Glitch!)
- 1988–1989: California Cops (Fernsehserie, 2 Folgen)
- 1989: 227 (Fernsehserie, 1 Folge)
- 1989: Jackée (Fernsehfilm)
- 1989: Wer den Teufel ruft... (Night Visitor)
- 1989: Heiße Girls und scharfe Schüsse (Savage Beach)
- 1989: The Banker
- 1989: Lolita Kill (Far from Home)
- 1989: Baywatch – Die Rettungsschwimmer von Malibu (Baywatch, Pilotfolge)
- 1988–1990: Eine schrecklich nette Familie (Married...With Children, Fernsehserie, 4 Folgen)
- 1990: Predator 2
- 1990: Zum Töten freigegeben (Marked for Death)
- 1992: Bloody Marie – Eine Frau mit Biß (Innocent Blood)
- 1992: Auntie Lee's Meat Pies
- 2002: No Mans Land: Legends
- 2002: The Mind of the Married Man (Fernsehserie, 1 Folge)
- 2005: No Master Over Me

### Video & DVD
- 1986: Playboy Video Centerfold: Teri Weigel
- 1987: Playboy's Fantasies
- 1987: Playboy Video Calendar 1988
- 1989: Wet & Wild
- 1989: Playboy's Secrets of EuroMassage
- 1990: Wet & Wild II
- 1990: Sexy Lingerie II
- 1990: Playboy's Fantasies II
- 1991: Sexy Lingerie III
- 1991: Wicked Fascination
- 1991: Wicked
- 1991: Starr
- 1991: Raunch III
- 1991: Penthouse: Fast Cars Fantasy Women
- 1991: More Dirty Debutantes 9
- 1991: Lingerie Busters
- 1991: Inferno
- 1991: Illusions
- 1991: Friends & Lovers
- 1991: Friends & Lovers: The Sequel
- 1991: Beverly Hills Bunny
- 1992: Bassi istinti
- 1992: Penthouse Fast Cars/Fantasy Women
- 1992: Inside Out 3
- 1992: The Barlow Affair
- 1992: Spellbound
- 1992: Private Dancer
- 1992: Illusions II
- 1992: Burning Desire
- 1992: Anal Fantasy
- 1993: Deliciously Teri
- 1993: Wet Event
- 1993: The Last American Sex Goddess
- 1993: Teri's Fantasies
- 1993: Sheer Ecstasy
- 1993: Secret Fantasies 3
- 1993: Secret Fantasies 4
- 1993: I Dream of Teri
- 1993: Battle of the Superstars
- 1994: Dick and Jane Do the Strip
- 1995: The Last Act
- 1995: Overtime 29: North Pole
- 1996: Centerfolds
- 1996: American Dream Girls 4
- 1997: Teri Weigel: Centerfold
- 1999: Buttman at Nudes a Poppin' 6
- 1999: American Bukkake 7
- 2000: The Gangbang 2000
- 2000: Sex Acts
- 2000: Las Vegas Revue 2000
- 2000: Girls Home Alone 11
- 2000: All Pissed Off 5
- 2001: Friends & Lovers 3
- 2001: Cap'n Mongo's Porno Playhouse
- 2001: Sex Survivor 2
- 2001: Lips Wide Shut
- 2001: Buttman at Nudes a Poppin' 10
- 2001: Buttman at Nudes a Poppin' 12
- 2002: Talk Dirty to Me 14
- 2002: Anal Obsession
- 2002: Beach Bash
- 2003: Invitation Only
- 2003: Road Strip
- 2003: Giant Jugs
- 2003: Being Ron Jeremy (Kurzfilm)
- 2003: The Incredible Ashley Juggs & Her Busty Friends
- 2003: Kinky Couples Sex Games
- 2003: I Crave Sex
- 2003: Hook-ups 3
- 2003: Angelique
- 2004: Buttman at Nudes a Poppin' 16
- 2004: Tropical Tales
- 2006: Cougar Coochie 1
- 2007: American MILF
- 2007: My Friend’s Hot Mom 9
- 2008: American Bukkake Does the Stars
- 2009: Mothers Teaching Daughters How to Suck Cock 3
- 2009: Big Tit Fixation
- 2009: Mister Dissolute
- 2009: Superstar MILFs
- 2009: MILF Legends 1
- 2009: Masturbation Nation 5
- 2009: Cheating Wives Tales 14
- 2009: Another Man's MILF
- 2009: 2 Chicks Same Time 5
- 2010: Legends & Starlets Vol. 2
- 2010: Legends & Starlets 3
- 2010: Lesbian Truth or Dare 3
- 2010: The Cougar Club
- 2010: My Stepmother Made Me! 3
- 2011: Lesbian Babysitters Volume 5
- 2011: The Cougar Club 4
- 2011: 6 1/2 Weeks
- 2011: Inari Loves Girls
- 2011: Hardly Beloved
- 2011: My Friend's Hot Mom 27
- 2011: Legends & Starlets 6
- 2012: Seduced by a Cougar 23
- 2013: Big Tits at Work
- 2014: Legendary Players
- 2017: Virgin Hunters 3: Agents of Passion

## Auszeichnungen
- 1992: FOXE Award als Vixen
- 2002: XRCO Hall of Fame
- 2003: AVN Hall of Fame

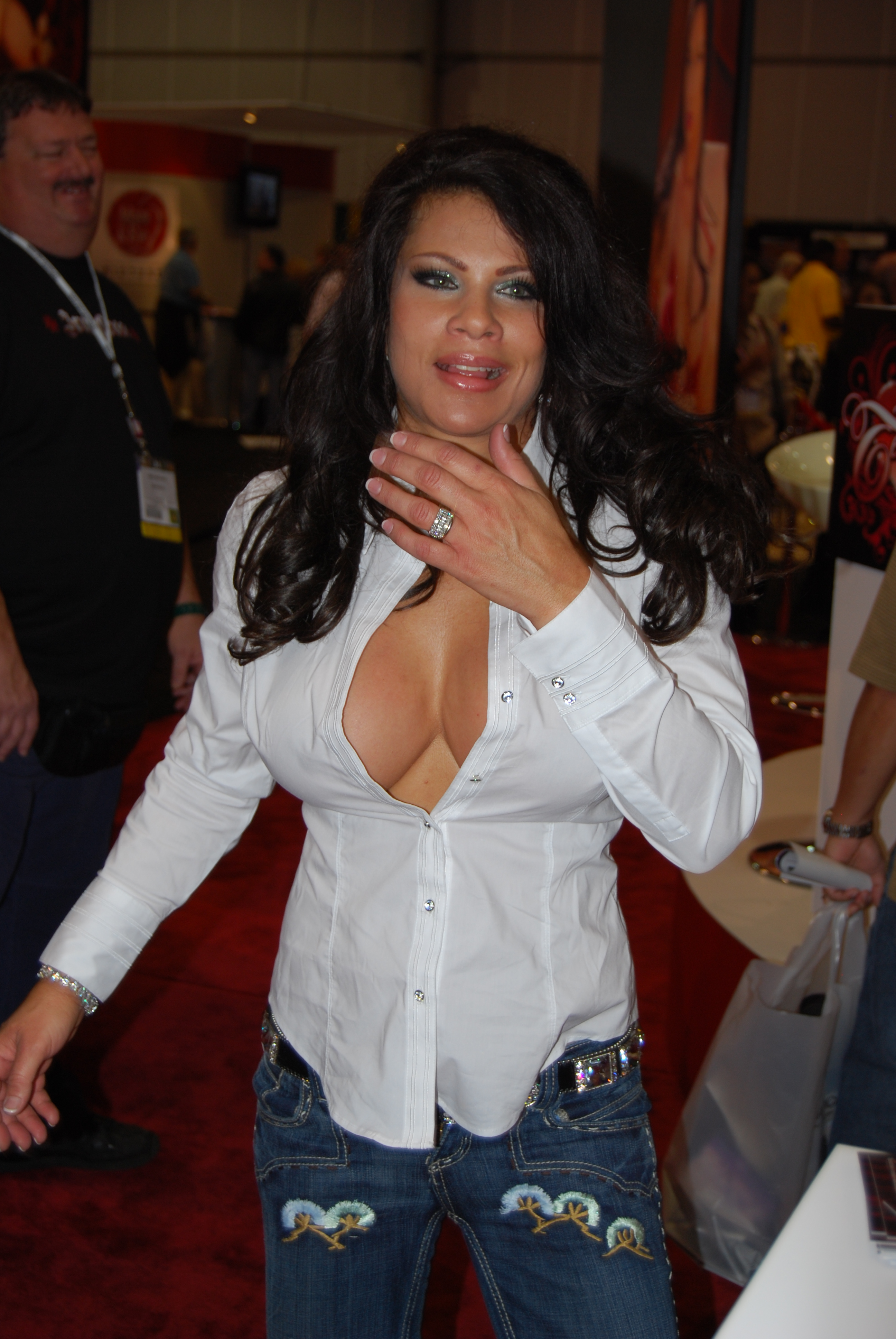
Teri Weigel (2008)

- 2003: NightMoves Award als Best Feature Dancer (Editor’s Choice)